# 7-ма зенітна дивізія (Третій Рейх)
7-ма зенітна дивізія (Третій Рейх) (нім. 7. FlaK-Division) — зенітна дивізія Вермахту, що діяла протягом Другої світової війни у складі Повітряних сил Третього Рейху.

## Історія
7-ма зенітна дивізія веде свою історію від заснованого 11 березня 1940 року в Кельні із західної частини 4-го Командування ППО в районі Кельн-Аахен 7-го Командування ППО. Воно взяло на себе керівництво протиповітряною обороною в районі Кельна та Аахена. 1 вересня 1941 року 7-ме командування ППО було перейменовано на 7-му зенітну дивізію. Станом на 31 грудня 1941 року дивізія складалася з 38 важких зенітних батарей, 23 середніх і легких та 18 прожекторних батарей. До 1943 року дивізії також був приписаний район Бонна. 13 січня 1943 року до її складу входило 53 важкі батареї, 36 середніх і легких батарей і 4 батареї повітряного загородження. На 19 січня 1944 року чисельність становила 57 важких батарей, 22 середніх і легких, 23 прожекторні батареї, 3 авіаційні батареї і 4 димові роти. У вересні 1944 р. Аахенський район вийшов із зони відповідальності дивізії і був переданий у підпорядкування III корпусу ППО. На 21 грудня 1944 дивізія мала у своєму складі 59 важких батарей, 29 середніх і легких батарей, 10 прожекторних батарей і 1 димову роту. 23 січня 1945 року 7-му зенітну дивізію передали III корпусу ППО, із завданням взаємодіяти з 5-ю танковою армією. Командний пункт дивізії в 1945 році був переведений з Кельна в Геркенрат, де на початку квітня 1945 року з'єднання капітулювало.

## Райони бойових дій
- Німеччина (серпень 1938 — квітень 1945).

## Командування

### Командири
- генерал-лейтенант Курт Менцель (нім. Kurt Menzel) (11 березня 1940 — 5 травня 1941);
- оберст Макс Гессе (нім. Max Hesse) (5 травня — 1 серпня 1941);
- генерал-лейтенант Генріх Бурхард (нім. Heinrich Burchard) (1 серпня 1941 — 21 лютого 1942);
- генерал-майор Рудольф Айбенштайн (нім. Rudolf Eibenstein) (21 лютого 1942 — 1 березня 1943);
- генерал-лейтенант Генріх Бурхард (1 березня 1943 — 1 серпня 1944);
- оберст, з 1 січня 1945 генерал-майор Альфред Ергард (нім. Alfred Erhard) (1 серпня 1944 — 17 квітня 1945).

### Підпорядкованість
| Час        | Корпус         | Командування/Флот              | Штаб  |
| ---------- | -------------- | ------------------------------ | ----- |
| 1940       |                |                                |       |
| 11 березня |                | Люфтгау VI                     | Кельн |
| 1941       |                |                                |       |
| 1 січня    |                | Люфтгау VI                     | Кельн |
| 1942       |                |                                |       |
| 1 січня    |                | Люфтгау VI                     | Кельн |
| 1943       |                |                                |       |
| 1 січня    |                | Люфтгау VI                     | Кельн |
| 1944       |                |                                |       |
| 1 січня    |                | Люфтгау VI                     | Кельн |
| 1945       |                |                                |       |
| 1 січня    |                | Люфтгау VI                     | Кельн |
| 23 лютого  | III корпус ППО | Командування Люфтваффе «Захід» | Кельн |